# Académie des beaux-arts de Bologne

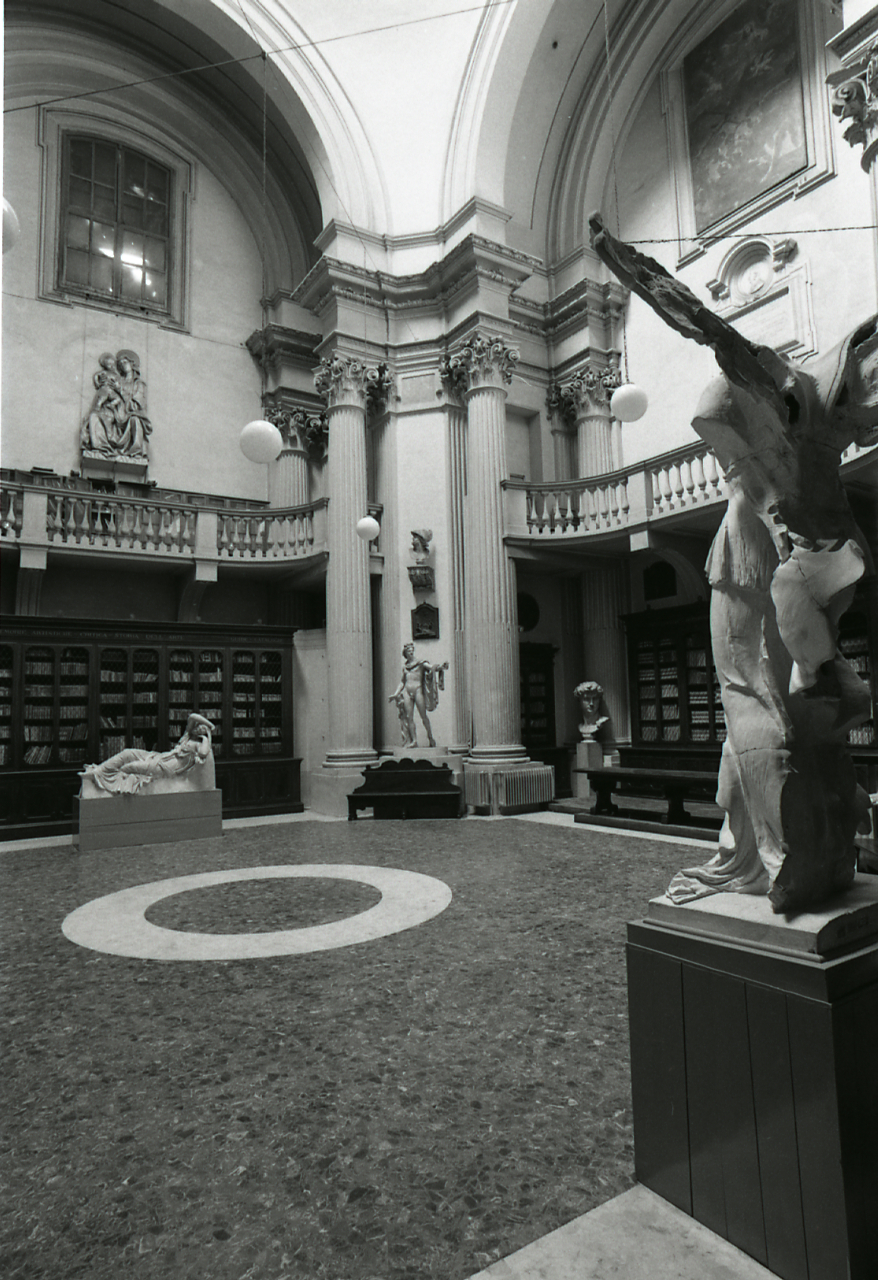
Intérieur de l'Académie en une photo par Paolo Monti, 1974

Pour les articles homonymes, voir Académie des beaux-arts.
L'Académie des beaux-arts de Bologne (en italien, Accademia di belle arti di Bologna ou encore Accademia Clementina) est une école d'art italienne fondée au début du XIXe siècle. Elle a pris la suite de différentes académies artistiques ayant existé à Bologne depuis la fin du XVIe siècle.

## Historique
L'enseignement des disciplines artistiques a commencé à Bologne avec la fondation, par les Carracci, de l'« Accademia dei Desiderosi » (1582) puis de l' « Académie des Incamminati » (1590). Dans cette académie sont enseignés le dessin d'après le nu et les modèles de la statuaire antique, et la peinture à partir de l'étude des maîtres. On y étudiait aussi l'anatomie et d'autres pratiques comme l'architecture ou la perspective.
Après le déclin de l'école des Carracci, il y a eu de nombreuses tentatives pour rétablir l'éducation artistique à Bologne. Au début du XVIIIe siècle, un groupe de peintres dirigé par Giampietro Zanotti se réunit au Palais Fava, et crée une nouvelle Académie, qui, avec le soutien de Luigi Ferdinando Marsigli, est rattachée à l'Institut des sciences en 1710.
Elle prit le nom d'Académie clémentine ou Académie pontificale après la reconnaissance de son statut par le pape Clément XI en 1711.
Avec l'occupation napoléonienne, l'Académie clémentine fut supprimée, mais en septembre 1802 fut fondée l'Accademia nazionale di belle arti di Bologna.

## Départements
- Département des arts visuels
- Département de la communication et de l'éducation artistique
- Département de design et d'arts appliqués

## Anciens professeurs
- Nino Bertocchi
- Vittorio Bigari (1692–1776)
- Oreste Carpi (1921–2008)
- Carlo Cignani (1628–1719)
- Edoardo Collamarini
- Lea  Colliva
- Donato Creti (1671–1749)
- Luciano De Vita
- Ercole Drei
- Ferdinando Galli da Bibiena (1657–1743)
- Quinto Ghermandi (it) (1916-1994)
- Virgilio Guidi (1891–1984)
- Paolo Manaresi (it) (1908–1991)
- Pompilio Mandelli (it) (1912–2006)
- Umberto Mastroianni (1910–1998)
- Giorgio Morandi (1890–1964)
- Antonio Natalini
- Pio Panfili (1723–1812)
- Toni Pecoraro (1958-)
- Gualtiero Pontoni
- Giovanni Romagnoli (it) (1893–1976)
- Ilario Rossi (it) (1911–1994)
- Augusto Sezanne (1883 à 1893)
- Onofrio Zanotti (1787–1861)

## Artistes formés à l'Académie des beaux-arts de Bologne
- François-Jean-Dominique Lange (1676-1756) peintre
- Adolfo de Carolis (1874–1928), peintre, xylographe, illustrateur et photographe.
- Oreste Carpi (1921–2008), peintre, dessinateur, graveur et céramiste.
- Korri Elio Corradini (1912–1999), peintre.
- Gabriele Galantara (1865–1937), dessinateur et caricaturiste.
- Angelo Gottarelli (1740-1813), peintre.
- Vivaldo Martini (1908–1990), peintre.
- Luigi Manfredini
- Giuseppe Romagnoli (1872-1966), médailleur-sculpteur.
- Giovanni Romagnoli (it) (1893–1976), peintre.
- Carlo Rambaldi (1925-10 août 2012), peintre, sculpteur, et célèbre réalisatteur d'effets spéciaux cinématique ; auteur de E.T..
- Milton Glaser (1929-2020), graphiste américain, auteur du logo I Love New York.
- Magnus (1939-1996), pseudonyme de Roberto Raviola, auteur de bande dessinée.
- Paolo Bacilieri (1965-), auteur de bande dessinée.
- Nicola Samorì (1977-), peintre et sculpteur.
- Onofrio Zanotti (1787–1861), peintre.
- Fumettibrutti (1991), pseudonyme de Josephine Yole Signorelli, autrice de bande dessinée.